# SN 2010ex
SN 2010ex – supernowa typu Ia odkryta 1 lipca 2010 roku w galaktyce PGC0070222. W momencie odkrycia miała maksymalną jasność 16,10m.